# Parámuggenvanger
De Parámuggenvanger (Polioptila paraensis) is een zangvogel uit de familie Polioptilidae (muggenvangers).

## Verspreiding en leefgebied
Deze soort is endemisch in zuidoostelijk amazonisch Brazilië.